# Weissia unguiculata
Weissia unguiculata là một loài Rêu trong họ Pottiaceae. Loài này được (Mitt.) Crundw. & Nyholm miêu tả khoa học đầu tiên năm 1974.